# Жира (департман)
Жира (фр. Jura) департман је у источној Француској. Припада региону Франш-Конте, а главни град департмана (префектура) је Лон ле Соније. Департман Жира је означен редним бројем 39. Његова површина износи 4.999 км². По подацима из 2010. године у департману Жира је живело 261.534 становника, а густина насељености је износила 52 становника по км².
Овај департман је административно подељен на:
- 3 округа
- 34 кантона и
- 544 општина.

## Демографија
| 2011.   |
| ------- |
| 261.294 |